# San Miguel Corporation
San Miguel Corporation, abreviat ca SMC, este un conglomerat⁠(d) multinațional filipinez cu sediul în orașul Mandaluyong⁠(d) din regiunea Metro Manila⁠(d). Compania este unul dintre cele mai mari și mai diversificate conglomerate din Filipine. Fondată inițial în 1890 ca fabrică de bere în Filipine, San Miguel s-a aventurat dincolo de activitatea sa de bază, cu investiții în diverse sectoare, cum ar fi alimente și băuturi, finanțe, infrastructură, petrol și energie, transport și imobiliare.

## Istoric

### Începuturi

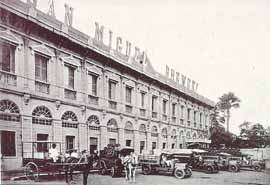
Clădirea inițială a fabricii de bere San Miguel din Manila, circa 1915.

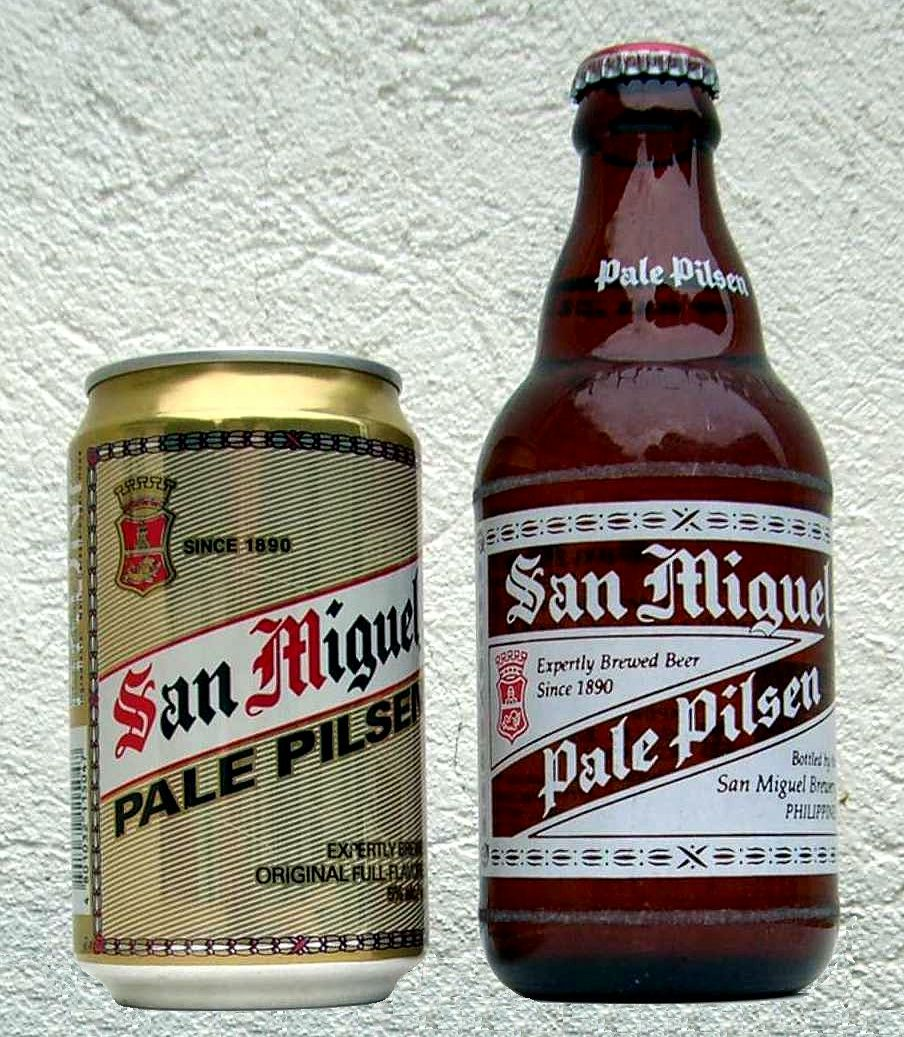
San Miguel Pale Pilsen, marca emblematică a SMC

Primele încercări de fabricare a berii pe teritoriul Filipinelor au avut loc în anul 1885 și au fost realizate prin metode tradiționale de o comunitate de călugări augustinieni reculeși⁠(d) spanioli. Cinci ani mai târziu, un grup de oameni de afaceri de origine spaniolă, condus de Enrique María Barretto de Ycaza (1850–1919), a obținut o cartă regală pe 20 de ani și a înființat oficial la 29 septembrie 1890 (ziua sărbătoririi Sfântului Arhanghel Mihail de către Biserica Romano-Catolică) sau, după alte surse, la 4 octombrie 1890 o fabrică de bere în cartierul San Miguel⁠(d) al orașului Manila, care era la acea vreme capitala Căpităniei Generale a Filipinelor⁠(d), teritoriu administrativ al Imperiului Spaniol. Sediul fabricii de bere era situat pe 6 Calzada de Malacañan (redenumită mai târziu Calle conde de Avilés și în prezent strada Jose Laurel⁠(d)).
Barretto a început să producă bere cu ajutorul unui maestru berar german, pe nume Reffenbauer. Fábrica de Cerveza San Miguel era la acea vreme prima fabrică de bere din Asia de Sud-Est, unde această băutură alcoolică era încă practic necunoscută. Fabrica avea în primii săi ani 70 de angajați și opera două instalații moderne pentru acea vreme: una destinată producției de gheață cu o capacitate zilnică de 5 tone și o alta destinată producției de bere. Producția fabricii era inițial foarte mică: 3.600 de hectolitri (aproximativ 47.000 de cazuri) de bere lager în primul an și ulterior a introdus alte tipuri de bere precum Cerveza Negra, Eagle Extra Stout și Doble Bock.
Succesul timpuriu a dus la extinderea afacerii și Barretto a decis să-și înregistreze fabrica de bere. Astfel, a fost semnat un acord la 1 aprilie 1893 și a fost constituită oficial la 6 iunie 1893 o companie cu un capital de 180.000 de pesos, care-i avea printre fondatori pe unii dintre membrii cei mai iluștri ai elitei Manilei: Barretto, Pedro Pablo Róxas y Castro, Gonzalo Tuasón y Patiño, Vicente D. Fernández y Castro, Albino Goyenechea, Benito Legarda y Tuáson și moștenitorii lui Don Mariano Buenaventura y Chuidan. Berea San Miguel (care nu conținea conservanți și avea un conținut de alcool de 4%) a câștigat un premiu major (titlul „Mândria Paificului”) la Expoziția Regională din Filipine din 1895 și a acaparat rapid o mare parte a pieții locale, fiind vândută într-o cantitate de cinci ori mai mare decât a tuturor berilor importate la un loc. În următorii ani San Miguel a început să distribuie berea în alte provincii ale Filipinelor și a devenit lider pe piața locală a berii.
Pedro Pablo Róxas (1847–1912) a fost numit în curând director și a jucat un rol important în dezvoltarea companiei, angajând un meșter berar german pe nume Ludwig Kiene, care a folosit o rețetă cu cel mai bun hamei și malțuri din Europa. La 25 iulie 1896, cu puțin timp înainte de începerea Revoluției Filipineze⁠(d) (1896–1898), Barretto i-a vândut lui Róxas părți sociale în valoare de 42.000 de pesos, ceea ce a făcut ca Róxas să dețină părți sociale de 76.200 de pesos, iar Barretto de numai 60.000 de pesos. După izbucnirea Revoluției în august 1896, autoritățile spaniole au început să-i suspecteze pe mai mulți rezidenți filipinezi proeminenți (inclusiv Róxas) ca susținători ai insurgenților, iar Róxas a fost nevoit să plece în Europa. Din acest motiv, guvernatorul general a plasat fabrica de bere San Miguel sub embargo, iar acționarii rămași în Filipine, conduși de Barretto și Tuasón, s-au adresat guvernatorului la 22 decembrie 1896, rugându-l să ridice embargoul asupra părții lor din afacere. Solicitatea lor a fost respinsă la 23 februarie 1897 de Comisia de Inspecție a Proprietăților aflate sub embargo, pe motiv că aceasta ar însemna o ridicare totală a embargoului, din moment ce nu se putea identifica în mod clar ce părți îi aparțineau lui Róxas, dar, cu toate acestea, Comisia l-a numit pe Barretto în funcția de director, dar această numire a fost contestată de Enrique Brías de Coya, administratorul delegat al lui Roxas, care a cerut acest post pentru el. În această situație, Albino Goyenechea, un asociat minor, și-a vândut partea sa de 6.500 de pesos meșterului berar Ludwig Kiene la 26 august 1897, iar, două săptămâni mai târziu, la 7 septembrie 1897, președintele Comisiei l-a destituit pe Barretto din funcția de director.
Declanșarea Războiului Hispano-American din 1898 și sfârșitul dominației spaniole au adus o perioadă de instabilitate, iar în anul 1899 Barretto și-a vândut restul de acțiuni lui Róxas pentru suma de 95.000 de pesos. O perioadă de prosperitate a început după ce Filipinele au devenit o colonie americană, fiind cedate de Spania către Statele Unite ale Americii. Astfel, la începutul secolului al XX-lea, cererea de bere a crescut, iar echipamentele fabricii de bere au fost modernizate și automatizate sub conducerea lui Róxas. În același timp, importurile de bere în Filipine au reprezentat doar 15% din consumul intern în 1908 și 12% în 1913. Fábrica de Cerveza San Miguel a început să se extindă în alte regiuni din Asia de Sud-Est, printre care insulele americane Guam și Hawaii.

### San Miguel Brewery, Inc. (1913–1963)
După vânzarea acțiunilor lui Enrique María Barretto către Pedro Pablo Róxas y Castro, unul dintre fondatori, compania filipineză a intrat treptat în proprietatea familiilor Roxás, Zóbel și Ayala, care au ajuns să creeze puternicul clan „Zóbel de Ayala”. Membrii clanului Zóbel de Ayala s-au implicat în numeroase afaceri din domeniul intermedierii financiare, asigurărilor și construcțiilor imobiliare. În perioada absenței lui Pedro Róxas, conducerea companiei a fost exercitată de avocatul său, Vicente Fernández, și de verișorul său prin alianță, Enrique Brías de Coya. Pedro Róxas a murit la Paris în 4 februarie 1912, iar, după moartea sa, Benito Legarda și Gonzalo Tuasón au recomandat schimbarea formei de asociere a companiei dintr-o firmă de asociați într-o corporație. În consecință, Fábrica de Cerveza San Miguel a fost restructurată în august 1913 ca o companie publică și redenumită San Miguel Brewery, Inc. (SMBI), avându-i ca fondatori pe Antonio R. Roxás, Enrique Brías de Coya, Francisco Ortigas, Enrique Zóbel⁠(d) și Antonio Brías y Roxás. Fiul lui Pedro, Antonio Róxas de Ayala (n. 1881), a fost numit în funcția de președinte, în timp ce Enrique Brías de Coya și Ramón J. Fernández⁠(d) au devenit manageri.
Berea San Miguel a ajuns să dețină în anul 1913 o cotă de 88% pe piața berii din Filipine, în timp ce berea de import reprezenta doar 12% din consumul total. Compania a început să exporte în iunie 1913 în porturile comerciale Hong Kong și Shanghai. Începerea Primului Război Mondial a creat companiei unele greutăți ca urmare a deficitului de materii prime și a reducerii frecvenței transporturilor maritime, ceea ce a determinat creșterea costurilor de producție. Exporturile către Guam și Hawaii au fost întrerupte temporar în timpul războiului și chiar după încheierea sa, odată cu instituirea prohibiției în Statele Unite ale Americii, fiind reluate abia după abrogarea prohibiției. În anul 1917, văzând că eforturile sale au condus la crearea unei afaceri prospere, Enrique Brías s-a retras de la conducerea companiei în favoarea fiului său, Antonio Brías y Róxas, care a devenit director, iar în 1918 Antonio Róxas a demisionat din funcția de președinte, pentru a se ocupa de propriile sale afaceri (administrarea fermelor și producerea zahărului), fiind înlocuit cu Ramón J. Fernández⁠(d) (1878–1964).

#### Andrés Soriano Sr.: 1918–1964

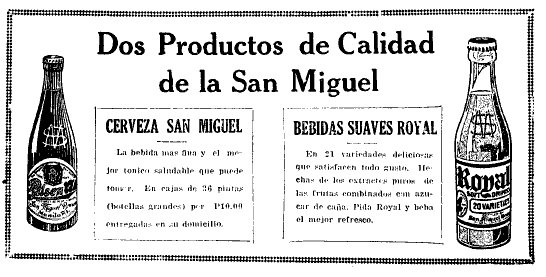
Un anunț care a apărut în ediția din 17 ianuarie 1924 a revistei satirice în limba spaniolă Aray din Manila.

O perioadă de prosperitate a început în anul 1918, odată cu intrarea în cadrul companiei a lui Andrés Soriano⁠(d) (1898–1964), nepotul lui Pedro Róxas, care a reorganizat și profesionalizat compania și a lansat o strategie de internaționalizare. El s-a alăturat companiei San Miguel ca funcționar în departamentul de contabilitate. Șase luni mai târziu, după demisia lui Antonio Róxas, Ramón J. Fernández a devenit președinte, iar Soriano a fost numit director general interimar. Soriano a preluat postul de director general în 1923 (sau, după alte surse, în 1924), apoi pe cel de președinte în 1931, și a condus compania San Miguel împreună cu Antonio Brías y Róxas, contribuind la succesul acesteia. San Miguel Brewery s-a extins în perioada conducerii lui Soriano (1918–1964), modernizându-și unitățile de producție, lansând sortimente noi de bere și de băuturi răcoritoare, achiziționând participații în capitalul mai multor fabrici de bere din Statele Unite ale Americii și dobândind drepturi exclusive de îmbuteliare a Coca-Cola în Filipine. În acest timp, berea San Miguel a continuat să fie comercializată în Filipine și în alte țări ca o marcă filipineză și nu spaniolă și a ajuns în anii 1930 și 1940 cea mai vândută marcă de bere din Asia.
Compania a început să-și diversifice afacerile în anii 1920. Astfel, a fost achiziționată în 1919 compania Oriental Brewery and Ice Company, a cărei clădire a fost transformată într-o fabrică de gheață și depozit frigorific; în acel spațiu a fost deschisă în 1922 fabrica Royal Soft Drinks Plant din Manila, care producea băutura răcoritoare carbogazoasă Royal Tru⁠(d)-Orange, alte produse Royal și apă gazoasă. Cinci ani mai târziu, compania a dobândit drepturi exclusive de îmbuteliare și distribuire a produselor Coca-Cola în Filipine, creând o societate mixtă (în care San Miguel deținea 70%) care opera prima franciză națională a Coca-Cola din afara SUA. Aceasta a devenit în timp a șasea cea mai mare operațiune a Coca-Cola.
În 1925 San Miguel a intrat în afacerea cu înghețată odată cu achiziționarea fabricii Magnolia⁠(d) de pe Calle Avilés⁠(d), care a fost transferată un an mai târziu într-un nou amplasament de pe Calle Echague (acum strada C. Palanca Sr.) din districtul Quiapo⁠(d) al Manilei. Noul amplasament găzduia Fábrica de Hielo de Manila, care a fost cumpărată de San Miguel în 1924. Pentru a obține o mai mare autonomie economică în operațiunile sale, firma a deschis o nouă fabrică în 1930 pentru a produce dioxid de carbon pentru băuturile sale răcoritoare și gheață uscată pentru congelarea înghețatei. În 1932 a fost înființată o fabrică pentru producerea drojdiei comprimate pentru brutării și uz medical. În anul următor, compania a închiriat de la guvern Fabrica de Gheață Insular⁠(d) pentru o perioadă de zece ani. Unul dintre primii meșteri berari filipinezi a fost Dominador San Diego Santos, un chimist din Obando⁠(d) (provincia Bulacan⁠(d)). Creșterea producției de bere San Miguel a beneficiat de înlăturarea concurenței berii americane ca urmare a Prohibiției din SUA (1920–1933), iar reluarea importurilor în anii 1930 a avut însă un impact mic asupra consumului local. Diversificarea afacerilor a continuat în anii 1930 prin extinderea companiei în afacerile cu sticlă și cu drojdie.
Compania San Miguel a fost reorganizată în anul 1931, pe măsură ce se apropia momentul obținerii independenței Filipinelor, după modelul corporațiilor americane. Echipa de conducere a companiei era formată din consiliul directorilor (președinte, vicepreședinte, trezorier și nouă directori și directori executivi), condus de Ramón J. Fernández ca președinte și Antonio Róxas y Gargollo (un fiu al lui Antonio Róxas) ca vicepreședinte. Soriano a fost ales președinte al companiei, iar Antonio Brías y Róxas vicepreședinte. Directori au fost numiți Eduardo Róxas y Gargollo (un alt fiu al lui Antonio Róxas) și Jacobo Zóbel y Róxas. Extinderea și modernizarea companiei au însemnat însă diluarea controlului deținut de familia Róxas. San Miguel a devenit prima companie filipineză care avea mii de acționari. Pentru a-și păstra controlul, Soriano a încheiat alianțe cu rudele și asociații săi din familia Róxas.
În cursul anilor 1930 San Miguel Brewery a început să investească în afaceri din străinătate. Compania a înființat afaceri de scurtă durată cu produse lactate la Calcutta (India) și la Singapore (Cold Storage Creameries, Singapore) și, după abrogarea prohibiției, a investit în fabrici de bere din Statele Unite ale Americii, achiziționând un pachet de acțiuni la George Muehlebach Brewing Company⁠(d) din Kansas City (Missouri) și o participație majoritară la Lone Star Brewing Company⁠(d) din San Antonio (Texas), devenind prima fabrică de bere asiatică care a desfășurat activitate în America de Nord. Exporturile de bere au crescut către Guam, Hawaii, Hong Kong, China, Singapore și India, contribuind la creșterea producției și a cifrei de afaceri a companiei. În 1937 a fost încheiat un acord între companiile Singapore Cold Storage⁠(d) și San Miguel Brewery, în urma căreia a fost fondată societatea mixtă Cold Storage Creameries Ltd. cu un capital inițial de 100.000 USD, care era deținută în proporție de 55% de Cold Storage și în proporție de 45% de San Miguel. Compania filipineză a furnizat tehnologie pentru fabricarea înghețatei, iar succesul înghețatei a dus la o luptă juridică pentru fabricarea mărcii Magnolia în Singapore.
Toate fabricile erau situate până atunci pe insula Luzon, dar, înainte de izbucnirea celui de-al Doilea Război Mondial, San Miguel a construit o fabrică de sticlă în Paco⁠(d) și uzina Royal de pe insula Cebu⁠(d), prima sa unitate de producție care nu era pe insula Luzon. Soriano era la sfârșitul anilor 1930 cetățean spaniol și a fost conducător al (ramurii filipineze⁠(d)) a mișcării fasciste Falanga Spaniolă până în anul 1941, când a solicitat obținerea cetățeniei filipineze. După ce a devenit cetățean filipinez, Soriano i-a sprijinit pe Aliați și a petrecut o mare parte a războiului la Washington în calitate de secretar de stat al finanțelor, agriculturii și comerțului⁠(d) în guvernul în exil al președintelui Manuel L. Quezon. Când războiul a ajuns în Filipine, Soriano a fost încorporat cu gradul de colonel⁠(d) în Forțele Armate Americane din Orientul Îndepărtat⁠(d) și a servit ca aghiotant al generalului american Douglas MacArthur. În timpul ocupației japoneze⁠(d), autoritățile militare japoneze au rechiziționat fabricile companiei San Miguel până la eliberarea Filipinelor în 1945.
După război, compania San Miguel și-a putut relua rapid activitatea ca urmare a faptului că fabricile sale nu au fost afectate de bombardamentele americane⁠(d) sau de luptele de la sol care au urmat. A fost inițiat și pus în aplicare un program de extindere pe scară largă pentru a face față cererii în creștere de bere. Compania a achiziționat și modernizat o a doua fabrică de bere în Polo din provincia Bulacan⁠(d) (acum parte a orașului Valenzuela⁠(d)) în 1947. Doi ani mai târziu, au fost deschise alte cinci fabrici: uzina de sticlă Farola și centrala electrică (San Nicolas, Manila⁠(d)), fabrica de dioxid de carbon de pe Otis Street (Paco, Manila⁠(d)), o fabrică de carton și uzina Coca-Cola din Iloílo⁠(d). Au fost reluate exporturile berii San Miguel Pale Pilsen și s-au construit noi fabrici de băuturi răcoritoare în orașele Davao și Naga⁠(d). În 1953 a început fabricarea de furaje din produsele secundare obținute de pe urma berii.
Compania a intrat pe piața din Hong Kong în 1948 prin achiziționarea fabricii Hong Kong Breweries,iar în anul următor a reînceput să livreze berea Pale Pilsen în Hawaii, Okinawa și Guam. În același timp, participațiile din companiile americane producătoare de bere au fost vândute în anii 1949 și 1956. Investițiile mari din Asia de Sud-Est și îndeosebi din Filipine au adus bunăstare populației, iar consumul de bere a crescut. Berea San Miguel a fost exportată în cantități mari în țările apropiate, fiind consumată atât de militarii americani din Vietnamul de Sud, cât și militarii filipinezi care luptau alături de americani în Războiul din Coreea și apoi în Războiul din Vietnam. Ea a devenit disponibilă în anii 1950 în zborurile Pan Am și în Sala Internațională a Aeroportului Internațional San Francisco și a participat ulterior la Târgul de Bere din New York. Tot atunci a fost lansat sortimentul San Miguel Draft în Hong Kong și a început să se exporte în Japonia și Coreea de Sud.
Soriano a semnat în 1953 un acord (cunoscut ulterior ca Acordul de la Manila), care a permis companiei spaniole La Segarra S.A. să producă și să vândă marca de bere San Miguel în Europa și Africa. În urma încheierii acestui acord, a fost construită în 1956, cu ajutorul lui Soriano, o fabrică de bere în orașul Lleida, iar în decembrie 1957 compania La Segarra și-a schimbat numele în San Miguel Fábricas de Cerveza y Malta, S.A. (cunoscută astăzi sub numele de Cervezas San Miguel), fiind, în ciuda numelui asemănător, independentă de compania-mamă filipineză. Cu toate acestea, San Miguel Brewery a deținut inițial 20% din acțiuni prin intermediul subsidiarei sale din Hong Kong, iar participația a crescut până la 31,2% înainte ca societatea filipineză să-și vândă întreg pachetul de acțiuni în 1983. Compania spaniolă a fost achiziționată în anul 2000 de producătorul de bere Mahou⁠(d), fiind format astfel grupul Mahou-San Miguel⁠(d), primul grup spaniol de bere cu capital 100% național. Compania Mahou, acționarul unic al San Miguel Fábricas de Cerveza y Malta, S.A.U., a aprobat la 23 iulie 2014 transferarea activelor prin segregare patrimonială către compania nou-înființată San Miguel Fábricas de Cervezas, S.L.U.

### San Miguel Corporation (1963–prezent)
Compania a fost redenumită San Miguel Corporation (SMC) în 1963 și s-a mutat în anul următor într-un sediu nou de pe Ayala Avenue din Makati. În cursul timpului ea a devenit unul dintre cele mai mari conglomerate de afaceri din Filipine, cu participații în companiile de fabricare de băuturi alcoolice și nealcoolice, alimente și ambalaje. Fabricile de bere au funcționat ca parte a diviziei de bere a San Miguel Corporation până în 2007.

#### Andrés Soriano Jr.: 1964–1984
Andrés Soriano a murit în 30 decembrie 1964 la Massachusetts General Hospital⁠(d) din Boston. La momentul morții sale, San Miguel Corporation controla fabrici de bere din Filipine și Hong Kong, deținea o mare franciză Coca-Cola, un ziar (The Philippines Herald) și un post de radio și avea participații în industria minieră (atât în Filipine, cât și în Africa de Est), într-o companie producătoare de cherestea, într-o companie de exploatare a petrolului, în compania aviatică Philippine Airlines⁠(d), în fabrici de lapte, într-o fabrică de bere din Kansas City (Missouri) care producea mărcile Lone Star și Colt 45 și în alte companii.
După moartea lui Soriano, Antonio Róxas y Gargollo (1906–1982) a fost ales președinte al Consiliului de Administrație, iar Andrés Soriano Jr.⁠(d) (1926–1984) a devenit președinte executiv. Soriano Jr. a devenit președinte al Consiliului de Administrație în 1967 și a introdus un sistem modern de management, bazat pe descentralizarea unităților de producție. În același an a fost inaugurat complexul Mandaue din provincia Cebu, iar o fabrică de bere și o fabrică de sticlă au început să funcționeze acolo un an mai târziu. San Miguel Corporation s-a extins în anii următori în Guam, unde a înființat în 1969 compania San Miguel Brewing, Inc. din Guam, care a operat în perioada 1971–1976 o fabrică de bere cu o capacitate de producție de 1 milion de cutii pe an, în Papua Noua Guinee, unde a înființat un birou în 1970 înainte de a achiziționa acolo în 1974 compania Papua New Guinea Brewery, pe care a vândut-o în 1983 către South Pacific Brewery Ltd., și în Indonezia, unde a înființat în 1972 o fabrică de bere la Bekasi (Java de Vest), pe care a deținut-o în joint venture cu guvernul provincial până în 1983.
Compania și-a continuat diversificarea afacerilor din industria alimentară în perioada conducerii lui Soriano Jr.: a construit o fabrică de înghețată Magnolia la Quezon City în 1971, s-a extins în afacerea creșterii păsărilor de curte în 1973 și a început să se ocupe cu procesarea și congelarea creveților în 1984. În anul 1983 SMC a deschis șapte unități noi: o unitate de îmbuteliere a berii și o fabrică de ambalaje la Canlubang, o fabrică de sticlă și de procesare a cărnii la Cavite, o fermă de creștere a creveților la San Matias (provincia Pampanga), o fabrică de procesare a fructelor și o fabrică de procesare a creveților la San Fernando și o fabrică de înghețată la Davao. În anul 1973, vânzările SMC au depășit pentru prima dată un miliard de pesos, iar profiturile au depășit pragul de o sută de milioane de pesos. Pentru a reflecta creșterea și diversificarea întreprinderii, a fost adoptat în anul 1975 un nou logo, care a păstrat scutul San Miguel (escudo), simbol al cartei regale acordate pentru fabricarea berii.
SMC s-a confruntat cu primul concurent major pe piața berii filipineze abia în anul 1982, odată cu înființarea companiei producătoare de bere Asia Brewery, Inc., conduse de Lucio Tan. Spre deosebire de competitorii anteriori, Lucio Tan nu a putut fi cumpărat, deoarece deținea rezerve mari de bani provenite din afacerile cu tutun (compania Fortune Tobacco Corporation, producătoarea mărcii populare de țigări Hope, care deținea 2/3 din piața autohtonă) și din afacerile bancare (Allied Banking Corporation), și a putut obține împrumuturi în valoare de 60 de milioane de dolari de la Philippine National Bank, cu care a cumpărat echipamente noi de producție. Situația era destul de complicată în acea vreme pentru SMC, ca urmare a scăderii vânzărilor și profitului la sfârșitul anilor 1970. Rivalitatea celor doi competitori a ajuns la apogeu în 1988, când Asia Brewery a introdus o marcă ieftină denumită „Beer” (cunoscută, de asemenea, ca Beer Pale Pilsen și „Beer na Beer”). Produsul avea un aspect și chiar un gust similar cu cel al berii San Miguel, bazându-se probabil pe faptul că, în Filipine, marca San Miguel era sinonimă cu berea. Politica de marketing a companiei Asia Brewery a încercat astfel să contracareze strategia concurențială agresivă a SMC, care ar fi inclus „încercări de a sabota rețeaua de vânzări [a companiei Asia Brewery] și de a-i sparge sticlele goale”. În plus, Asia Brewery l-a angajat chiar pe meșterul berar al companiei San Miguel. În anul 1990 SMC a înaintat o plângere împotriva Asia Brewery pentru încălcarea mărcii comerciale și concurență neloială, dar, deși a câștigat inițial, a pierdut în cele din urmă la Curtea Supremă.
În perioada conducerii lui Andrés Soriano Jr., vechea clădire a fabricii de bere (care fusese construită în 1890) din cartierul San Miguel⁠(d) al Manilei a fost demolată după transferul dreptului de proprietate către guvernul filipinez, iar terenul pe care se afla a fost inclus în domeniul Palatului Malacañang, reședința oficială a președintelui Filipinelor. A fost amenajat acolo un parc, în timp ce pe o porțiune a sa a fost construită o clădire nouă a complexului guvernamental.
În 1983 SMC și-a vândut participația minoritară de 31,2% pe care o mai deținea în compania spaniolă San Miguel, Fábricas de Cerveza y Malta, iar cele două companii au devenit complet independente. Cele două companii au încheiat un acord privind împărțirea teritoriilor în 1985, prin care producătorul spaniol de bere a dobândit drepturi asupra mărcii în Europa și în anumite țări mediteraneene, în timp ce producătorul filipinez a rămas proprietarul și utilizatorul autorizat al mărcii San Miguel pentru restul lumii: Asia, America de Nord și de Sud, Africa și Australia.

#### Eduardo Cojuangco Jr.: 1983–1986

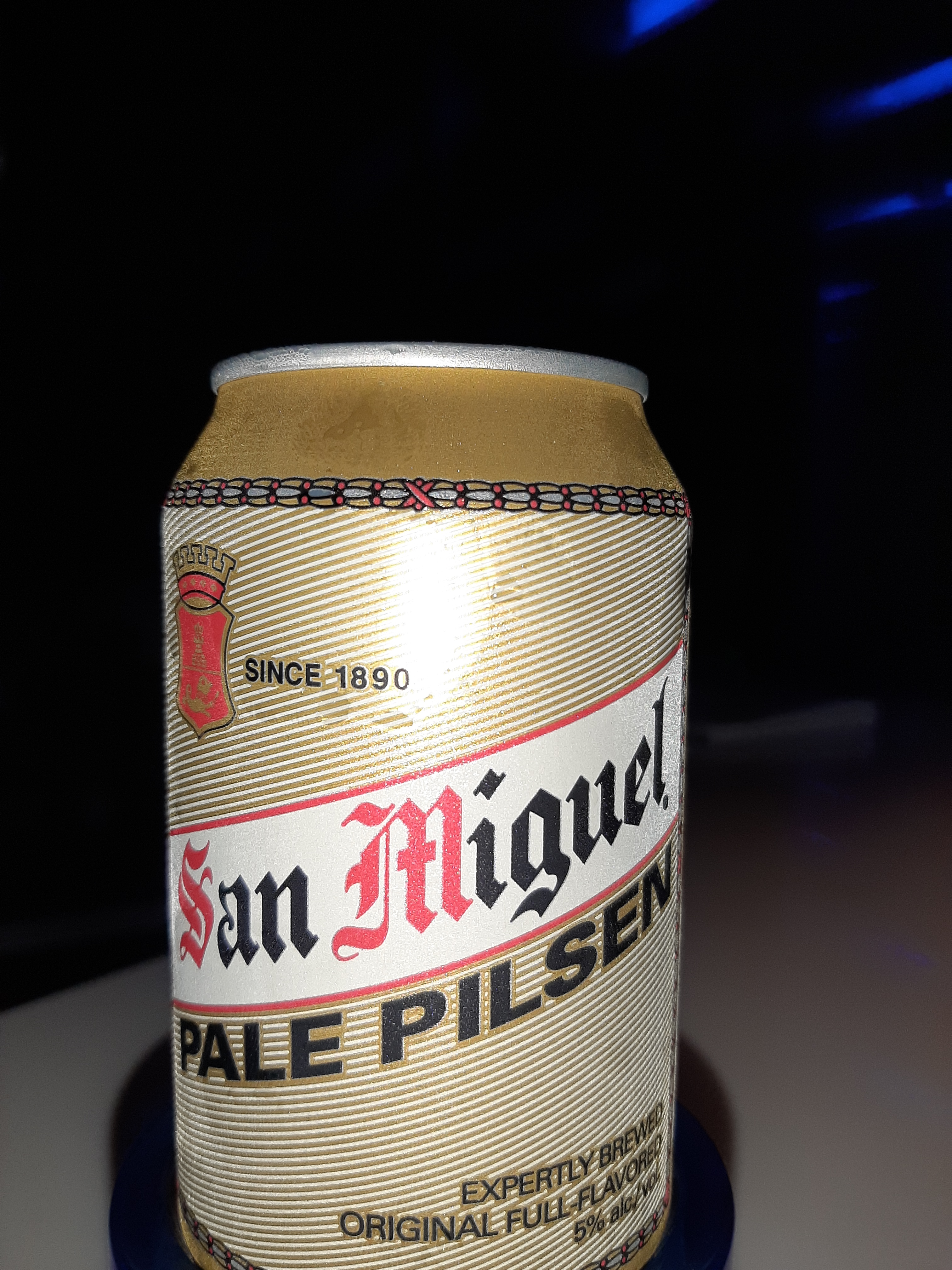
Doză de bere San Miguel Pale Pilsen

În ultimii ani ai regimului dictatorial al președintelui Ferdinand Marcos a izbucnit un conflict pentru controlul companiei San Miguel Corporation. Lipsa de transparență a administrării companiei a rupt alianța de lungă durată a lui Soriano cu rudele sale din familia Zóbel de Ayala⁠(d), care era complicată deja de căsătoriile dintre membrii familiei în decursul mai multor generații. Această luptă corporatistă a avut ca rezultat pierderea controlului efectiv asupra afacerii de către membrii familiilor Soriano, Róxas de Ayala și Zóbel de Ayala. Situația financiară s-a complicat în urma creșterii concurenței pe piața berii, iar acționarii majori au început să se agite, cerând o schimbare a conducerii.
În 1983, Enrique J. Zóbel⁠(d) (1927–2004), președintele conglomeratului Ayala Corporation⁠(d) și vicepreședinte al Consiliului de Administrație al SMC, care avea afaceri în domeniul imobiliar și în domeniul bancar și era un susținător al regimului Marcos, a încercat să preia conducerea companiei SMC. Motivul conflictului a fost reprezentat de refuzul echipei administrative conduse de Soriano de a furniza unele informații corporative lui Zóbel, în special cu privire la contractele pe care conducerea SMC le încheiase cu ANSCOR⁠(d), o companie deținută personal de Soriano. Zóbel a încercat încă din 1981 să obțină rezilierea contractului cu ANSCOR și a cerut conducerii mai multe informații într-o scrisoare din 2 aprilie 1982, iar în mai 1982 a adus un analist financiar care să analizeze rapoartele SMC, dar Soriano nu a răspuns la întrebări. În această situație, Zóbel a cumpărat toate cele 11,6 milioane de acțiuni deținute de familia Ayala în cadrul companiei San Miguel în valoare de 23,3 milioane de dolari, a obținut astfel o participație de 16% și a încercat să cumpere și alte pachete de acțiuni. Președintele Soriano (care deținea aproximativ 7% din acțiunile SMC) l-a considerat pe vărul său Zóbel ca un rival, în timp ce vicepreședintele Zóbel (care avea o participație de aproape 20%) considera că Soriano administrează greșit compania și se implică în afaceri în care are interese personale. În același timp, conducerea San Miguel a blocat pentru a treia oară intrarea în Consiliul de Administrație a omului de afaceri John Gokongwei, proprietarul Universal Robina Corporation, care avea sprijinul comunității chineze bogate.
Nereușind să-l înlăture pe Soriano, Zóbel și-a vândut participația sa de 19,5% omului de afaceri Eduardo Cojuangco Jr.⁠(d), un asociat al lui Ferdinand Marcos, președintele de atunci al Filipinelor. În acea perioadă apropiații lui Marcos s-au îmbogățit mult, beneficiind de pe urma corupției regimului politic filipinez. Fondul de investiții Coconut Industry Investment Fund (alias United Coconut Planters Bank⁠(d)), condus de Cojuangco, a acumulat o participație adițională de 31% în cadrul SMC, ceea ce i-a oferit un control efectiv asupra SMC și a lăsat familia Soriano cu doar 3%. Fondurile folosite de Cojuangco pentru achiziționarea participației lui Zóbel proveneau din taxele impuse de regimul Marcos fermierilor cultivatori de cocotieri⁠(d). Curtea Supremă a Filipinelor a declarat aceste taxe drept fonduri publice și, prin urmare, orice active cumpărate cu aceste fonduri erau deținute de fermierii cultivatori de cocotieri. În anii 1970 președintele filipinez Ferdinand Marcos a impus o taxă pe producția de nuci de cocos, o cultură comercială majoră din Filipine, iar veniturile obținute astfel urmau să finanțeze dezvoltarea acestei industrii. S-a presupus, totuși, că banii au fost direcționați către United Coconut Planters Bank, controlată de Eduardo Cojuangco Jr.⁠(d), iar o mare parte a acestor fonduri au fost folosite ulterior de Cojuangco pentru achiziționarea în 1983 a pachetului de control în cadrul companiei San Miguel Corporation. Dobândirea acestei participații l-a făcut să poată numi nouă din cei 15 directori ai SMC.
După moartea de cancer a lui Soriano Jr. la 19 martie 1984, Cojuangco și-a folosit averea și influența pentru a fi ales în funcția de președinte al Consiliului de Administrație al SMC. În același an a fost inaugurat noul sediu central al SMC din Mandaluyong⁠(d). Cojuangco a adus operațiunile de măcinare a nucilor de cocos și de rafinare a uleiului de cocos în portofoliul SMC. Cu toate acestea, controlul său asupra companiei a luat sfârșit în anul 1986 atunci când regimul președintelui Marcos a fost răsturnat de la putere.

#### Cojuangco–Ang: 1998–2020
Pe 6 noiembrie 2017, SMC a anunțat consolidarea afacerilor sale din industria băuturilor în cadrul San Miguel Pure Foods Company, Inc. printr-o tranzacție ce implica un transfer de acțiuni în valoare de 6,6 miliarde de dolari (USD). San Miguel Pure Foods Company, Inc. urma să achiziționeze 7,86 miliarde de acțiuni la San Miguel Brewery, Inc. și 216,97 milioane de acțiuni la Ginebra San Miguel, Inc.⁠(d) de la SMC, iar SMC urma să subscrie la 4,24 miliarde de acțiuni suplimentare emis de Pure Foods în urma unei creșteri planificate a capitalului social. După consolidare, San Miguel Pure Foods Company, Inc. urma să fie redenumită San Miguel Food and Beverage, Inc.

#### Ramon S. Ang: 2020–prezent
La 16 iunie 2020 Cojuangco a murit la vârsta de 85 de ani din cauza insuficienței cardiace și a pneumoniei. În 15 aprilie 2021, la zece luni de la moartea lui Cojuangco, San Miguel Corporation și-a modificat statutul prin unificarea rolului, funcțiilor și atribuțiilor directorului executiv (CEO) cu cele ale președintelui executiv. Potrivit raportului înaintat Bursei de Valori din Filipine (PSE) în urma adunării anuale a acționarilor SMC din 2021, Ang a rămas vicepreședinte al Consiliului de Administrație, președinte executiv și director operațional (COO⁠(d)) și a preluat funcția de director general (CEO) al companiei. În ședința de organizare din 8 iunie 2021 nu s-a ales un nou președinte al Consiliului de Administrație, această funcție rămânând vacantă.
În perioada august–septembrie 2022 miliardarul Iñigo U. Zobel (membru al Consiliului de Administrație al SMC în calitate de acționar majoritar (60%) și președinte al Consiliului de Administrație al holdingului⁠(d) filipinez Top Frontier Investment Holdings) a vândut un număr total de 86,432 milioane de acțiuni SMC, ceea ce i-a redus numărul de acțiuni deținute la 1,487 miliarde și participația la 62,36%.

## Subsidiare

### San Miguel Food and Beverage
San Miguel Food and Beverage (SMFB, anterior San Miguel Pure Foods Company) este cea mai mare companie de produse alimentare și băuturi din Filipine. Compania a fost înființată în anul 1956 sub numele de Pure Foods Corporation, ca un producător de carne procesată comercializată sub marca Purefoods. Fondatorii săi au fost Joseph Henry Ng, Manuel Fong, Ismael Mathay Jr.⁠(d), Lee Ngan, Pablo Cutaoco, Gregorio Tung și Miguel Ortigas. După listarea în 1973 a companiei Pure Foods la Bursa de Valori din Filipine⁠(d) (PSE), Ayala Corporation⁠(d) a cumpărat acțiuni de alți investitori autohtoni și a intrat în posesia pachetului majoritar în 1981, transformând astfel Pure Foods Corporation într-o companie subsidiară.
În anul 2001 San Miguel Corporation (SMC) a achiziționat Pure Foods Corporation de la Ayala Corporation. În urma acestei achiziții a avut loc o consolidare a întregii divizii de produse alimentare a SMC în cadrul Pure Foods Corporation, iar compania a fost redenumită San Miguel Pure Foods Company, Inc. Operațiunile integrate ale San Miguel Pure Foods variază de la creșterea, îngrășarea și sacrificarea de pui, porci și vite, procesarea și comercializarea cărnii până la fabricarea de produse refrigerate din carne, ambalate în conserve și gata de gătit, producerea de înghețată, unt, brânză, margarină, uleiuri și grăsimi, precum și alimente pentru hrana animalelor și peștilor. San Miguel Pure Foods Company, Inc. deține în portofoliu unele dintre cele mai importante mărci din industria alimentară filipineză precum Magnolia⁠(d), Purefoods, Monterey, Star, Dari Creme, B-Meg și Pure Blend. 60% din vânzările sale provin de pe urma păsărilor de curte, furajelor și cărnii, în timp ce alte vânzări semnificative provin de pe urma cărnii procesate, cafelei, produselor lactate și făinei. La 16 iulie 2013, San Miguel Pure Foods avea o cotă de piață de peste 40% și era principalul crescător de păsări de curte din Filipine. Compania opera în anul 2015 un număr de 35 de fabrici de procesare și 36 de fabrici de furaje în Filipine.
Pe 6 noiembrie 2017, SMC a anunțat consolidarea afacerilor sale din industria băuturilor în cadrul San Miguel Pure Foods Company, Inc. printr-o tranzacție ce implica un transfer de acțiuni în valoare de 6,6 miliarde de dolari (USD). Compania San Miguel Pure Foods Company, Inc. a fost redenumită, după consolidare, San Miguel Food and Beverage, Inc. La 23 martie 2018, Comisia pentru Bursă și Valori Mobiliare (SEC)⁠(d) a aprobat modificarea actului constitutiv al companiei și schimbarea denumirii sale.

### San Miguel Properties
San Miguel Properties (SMPI) a fost înființată în anul 1990 ca divizie imobiliară corporativă a conglomeratului diversificat SMC și desfășoară proiecte de dezvoltare cu utilizare mixtă, care pun accentul pe locuințe destinate persoanelor cu venituri mici sau medii. Printre proiectele sale de dezvoltare imobiliară se numără Makati Diamond Residences (Makati), Emerald 88 (Pasig), Bel Aldea, Maravilla și Muralla (General Trias, Cavite), Dover Hill (San Juan), One Dover View și Two Dover View (Mandaluyong), Wedgewoods (Santa Rosa, Laguna) și San Francisco Laketown (Cavite).

### Petron Corporation
Petron Corporation⁠(d) este cea mai mare companie de rafinare și de distribuție a petrolului din Filipine, furnizând aproape 40% din necesarul de petrol al țării. Ea operează o rafinărie în orașul Limay din provincia Bataan, cu o capacitate nominală de rafinare de 180.000 de barili pe zi (29.000 m³/zi). Produsele petroliere erau stocate în 2015 în 30 de depozite și terminale din toată țara și erau distribuite prin intermediul a peste 2200 de stații.
Conglomeratul filipinez San Miguel a încheiat în decembrie 2008 un acord cu SEA Refinery Holdings B.V., o unitate a firmei britanice de investiții Ashmore Group⁠(d), prin care obținea opțiunea de cumpărare în termen de doi ani a participației de 90,6% deținută în cadrul companiei Petron. Doi ani mai târziu, în decembrie 2010, SMC a anunțat că a exercitat acea opțiune și a achiziționat un pachet de 60% din acțiunile Petron Corporation, deținând astfel o participație majoritară de 68%.